# Frostius
Frostius és un gènere d'amfibis de la família dels bufònids amb només dues espècies.

## Taxonomia
- Frostius erythrophthalmus (Pimenta & Caramaschi, 2007)
- Frostius pernambucensis (Bokermann, 1962)